# Берлински филмски фестивал
Берлински међународни филмски фестивал, познат и као „Берлинале“, један је од највећих свјетских филмских фестивала. Одржава се у Берлину у Њемачкој. Основан је 1951, а од 1978. се редовно одржава сваке године у фебруару. Сматра се најпосјећенијим филмским фестивалом на свијету, са 274.000 продатих улазница годишње.
На фестивалу се годишње прикаже до 400 филмова, а око 20 их се налази у такмичарском програму за златног и сребрног медвједа као и за друге награде фестивала.

## Награде
- Златни медвјед - главна награда
  1. За најбољи филм
  2. Почасни Златни медвјед за животно дјело
- Сребрни медвјед
  1. Гран при (награда жирија)
  2. Сребрни медвјед за најбољег режисера
  3. Сребрни медвјед за најбољег глумца
  4. Сребрни медвед за најбољу глумицу
  5. Сребрни медвјед за најбољи сценарио
  6. Сребрни медвјед за најбољу филмску музику
  7. Сребрни медвјед за изванредно достигнуће једног умјетника
  8. Велика награда жирија (награда за кратки филм)
- Остале награде
  1. , награда публике
  2. , специјална награда за услуге фестивалу
  3. Кристални медвјед за најбољи филм у 14+ секцији такмичарског дијела
  4. Кристални медвјед за најбољи филм у дјечјој секцији такмичарског дијела
  5. Теди награда за филмове са ЛГБТ темама
  6. , награда за младе глумачке таленте